# Amy Aquino
Amy Aquino McCoy, född som Amy Louise Aquino, den 20 mars 1957 i Teaneck i New Jersey, är en amerikansk skådespelerska. Hon har bland annat medverkat i TV-serier som Cityakuten och Being Human, samt varit nominerad till en Screen Actors Guild Award, för sin insats i TV-serien Småstadsliv. Hon har dessutom varit medsekreterare/kassör för SAG-AFTRA fram tills augusti 2015, samt spelat rollen som Grace Billets i TV-serien Bosch.

## Filmografi (i urval)

### Filmer
- 1987 – Mångalen
- 1988 – Working Girl
- 1995 – Med eller utan killar
- 2002 – Undisputed
- 2002 – Vit oleander
- 2003 – National Security
- 2003 – The Singing Detective
- 2004 – In Good Company
- 2005 – A Lot Like Love
- 2015 – The Lazarus Effect
- 2018 – Beautiful Boy
- 2024 – Juror No. 2

### TV-serier
- 1987 – Hooperman (TV-serie)
- 1990 – I lagens namn (TV-serie)
- 1991 – Roseanne (TV-serie)
- 1993 – Murphy Brown (TV-serie)
- 1993 – Systrar (TV-serie)
- 1995–1996 – Småstadsliv (TV-serie)
- 1995–2009 – Cityakuten (TV-serie)
- 1996 – The Larry Sanders Show (TV-serie)
- 1997 – Ally McBeal (TV-serie)
- 1998 – Becker (TV-serie)
- 1999 – Sjunde himlen (TV-serie)
- 1999–2000 – Vem dömer Amy? (TV-serie)
- 2000 – Vita huset (TV-serie)
- 2000 – Nollor och nördar (TV-serie)
- 2000 – På spaning i New York (TV-serie)
- 2000 – Singel i New York (TV-serie)
- 2000 – That's Life (TV-serie)
- 2000–2002 – Felicity (TV-serie)
- 2001–2003 – Curb Your Enthusiasm (TV-serie)
- 2002 – Alias (TV-serie)
- 2002–2005 – Alla älskar Raymond (TV-serie)
- 2003 – Advokaterna (TV-serie)
- 2004 – Strong Medicine (TV-serie)
- 2005 – Weeds (TV-serie)
- 2005 – CSI: New York (TV-serie)
- 2005–2009 – Monk (TV-serie)
- 2006 – Ghost Whisperer (TV-serie)
- 2006–2007 – CSI: Crime Scene Investigation (TV-serie)
- 2007 – Desperate Housewives (TV-serie)
- 2007 – Boston Legal (TV-serie)
- 2007 – Shark (TV-serie)
- 2008 – The Closer (TV-serie)
- 2008 – Twenty Good Years (TV-serie)
- 2008 – Grey's Anatomy (TV-serie)
- 2009 – Prison Break (TV-serie)
- 2009–2010 – Brothers & Sisters (TV-serie)
- 2010 – Private Practice (TV-serie)
- 2010 – Big Love (TV-serie)
- 2010 – Castle (TV-serie)
- 2011 – Harry's Law (TV-serie)
- 2012 – The Finder (TV-serie)
- 2013 – The Mentalist (TV-serie)
- 2013 – Glee (TV-serie)
- 2013–2014 – Being Human (TV-serie)
- 2014 – Suits (TV-serie)
- 2014–2021 – Bosch (TV-serie)
- 2020 – Grace and Frankie (TV-serie)
- 2020–2021 – The Good Fight (TV-serie)
- 2021 – The Falcon and the Winter Soldier (TV-serie)
- 2023 – The Irrational (TV-serie)